# Nordaustralische Eisenbahn
| Empfangsgebäude Adelaide River |                   |                                        |                                        |
| Streckenlänge: | 509 km            |                                        |                                        |
| Spurweite: | 1067 mm (Kapspur) |                                        |                                        |
| |                   |                                        |                                        |
| \| \| 0,0 \| Darwin bis 1911: Palmerston \| Darwin bis 1911: Palmerston \| \| \| 0,0 \| Vesteys \| Vesteys \| \| \| 3,0 \| Vesteys Siding \| Vesteys Siding \| \| \| 4,0 \| Bahnbetriebswerk \| Bahnbetriebswerk \| \| \| 8,0 \| Flugplatz / Royal Australian Air Force \| Flugplatz / Royal Australian Air Force \| \| \| 11,0 \| Winnellie Siding \| Winnellie Siding \| \| \| 16,0 \| Knuckeys Lagoon \| Knuckeys Lagoon \| \| \| 32,0 \| McMinns Lagoon \| McMinns Lagoon \| \| \| 34,0 \| Wishart Siding \| Wishart Siding \| \| \| 36,0 \| Milla Siding \| Milla Siding \| \| \| 42,0 \| Firdan Siding \| Firdan Siding \| \| \| 47,0 \| Noonamah Siding \| Noonamah Siding \| \| \| 60,0 \| Southport Road \| Southport Road \| \| \| 68,0 \| Darwin River \| Darwin River \| \| \| 74,0 \| Beetson Siding \| Beetson Siding \| \| \| 81,5 \| Kanaka Siding \| Kanaka Siding \| \| \| 91,0 \| Rum Jungle \| Rum Jungle \| \| \| 97,0 \| Batchelor \| Batchelor \| \| \| 101,0 \| Simms Siding \| Simms Siding \| \| \| 107,0 \| Millar Ballast pit \| Millar Ballast pit \| \| \| 111,0 \| Stapleton auch: Stapleton Creek \| Stapleton auch: Stapleton Creek \| \| \| 122,0 \| Snake Creek \| Snake Creek \| \| \| 124,0 \| Adelaide River North \| Adelaide River North \| \| \| 123,5 \| Adelaide River \| Adelaide River \| \| \| 124,0 \| Adelaide River \| Adelaide River \| \| \| 138,0 \| Goodilla \| Goodilla \| \| \| 140,0 \| 88 Mile \| 88 Mile \| \| \| 161,0 \| Howley \| Howley \| \| \| 173,0 \| Brock’s Creek \| Brock’s Creek \| \| \| 174,0 \| Fountain Head \| Fountain Head \| \| \| 179,0 \| 112 Mile \| 112 Mile \| \| \| 182,0 \| Grove Hill \| Grove Hill \| \| \| 199,0 \| Burrundie \| Burrundie \| \| \| 211,0 \| Boomleera \| Boomleera \| \| \| 216,0 \| Roney \| Roney \| \| \| \| \| \| \| \| 232,0 \| Frances Creek auch: Francis Creek \| Frances Creek auch: Francis Creek \| \| \| \| \| \| \| \| 216,5 \| Lady Alice Camp \| Lady Alice Camp \| \| \| 223,0 \| Union Reefs \| Union Reefs \| \| \| 235,0 \| Pine Creek \| Pine Creek \| \| \| 258,0 \| Cullen River \| Cullen River \| \| \| 267,0 \| Fergusson River \| Fergusson River \| \| \| 272,0 \| Horseshoe \| Horseshoe \| \| \| 282,0 \| Edith River \| Edith River \| \| \| 295,0 \| Helling Siding \| Helling Siding \| \| \| 320,0 \| Emungalan \| Emungalan \| \| \| \| \| \| \| \| 321,0 \| Evacuated Workshop \| Evacuated Workshop \| \| \| \| \| \| \| \| 321,0 \| Katherine River \| Katherine River \| \| \| 321,5 \| Katherine \| Katherine \| \| \| 323,0 \| Construction Siding \| Construction Siding \| \| \| 332,8 \| Tindal \| Tindal \| \| \| 344,0 \| Blain \| Blain \| \| \| 371,0 \| Maranboy \| Maranboy \| \| \| 397,0 \| Collings \| Collings \| \| \| 426,0 \| Mataranka \| Mataranka \| \| \| 452,0 \| Elsey \| Elsey \| \| \| 476,0 \| Hobler \| Hobler \| \| \| 488,0 \| Gorrie \| Gorrie \| \| \| 501,0 \| Larrimah \| Larrimah \| \| \| 502,0 \| Petrol Siding \| Petrol Siding \| \| \| 509,0 \| Birdum \| Birdum \| |                   |                                        |                                        |
| Kopfbahnhof Streckenanfang (Strecke außer Betrieb) | 0,0               | Darwin bis 1911: Palmerston            | Darwin bis 1911: Palmerston            |
| Strecke (außer Betrieb) · Kopfbahnhof Streckenanfang (Strecke außer Betrieb) | 0,0               | Vesteys                                | Vesteys                                |
| Verschwenkung nach links (Strecke außer Betrieb) · Verschwenkung nach rechts (Strecke außer Betrieb) | 3,0               | Vesteys Siding                         | Vesteys Siding                         |
| Abzweig geradeaus und nach rechts (Strecke außer Betrieb) | 4,0               | Bahnbetriebswerk                       | Bahnbetriebswerk                       |
| Dienststation / Betriebs- oder Güterbahnhof (Strecke außer Betrieb) | 8,0               | Flugplatz / Royal Australian Air Force | Flugplatz / Royal Australian Air Force |
| Dienststation / Betriebs- oder Güterbahnhof (Strecke außer Betrieb) | 11,0              | Winnellie Siding                       | Winnellie Siding                       |
| Dienststation / Betriebs- oder Güterbahnhof (Strecke außer Betrieb) | 16,0              | Knuckeys Lagoon                        | Knuckeys Lagoon                        |
| Bahnhof (Strecke außer Betrieb) | 32,0              | McMinns Lagoon                         | McMinns Lagoon                         |
| Dienststation / Betriebs- oder Güterbahnhof (Strecke außer Betrieb) | 34,0              | Wishart Siding                         | Wishart Siding                         |
| Dienststation / Betriebs- oder Güterbahnhof (Strecke außer Betrieb) | 36,0              | Milla Siding                           | Milla Siding                           |
| Dienststation / Betriebs- oder Güterbahnhof (Strecke außer Betrieb) | 42,0              | Firdan Siding                          | Firdan Siding                          |
| Dienststation / Betriebs- oder Güterbahnhof (Strecke außer Betrieb) | 47,0              | Noonamah Siding                        | Noonamah Siding                        |
| Bahnhof (Strecke außer Betrieb) | 60,0              | Southport Road                         | Southport Road                         |
| Brücke über Wasserlauf (Strecke außer Betrieb) | 68,0              | Darwin River                           | Darwin River                           |
| Dienststation / Betriebs- oder Güterbahnhof (Strecke außer Betrieb) | 74,0              | Beetson Siding                         | Beetson Siding                         |
| Dienststation / Betriebs- oder Güterbahnhof (Strecke außer Betrieb) | 81,5              | Kanaka Siding                          | Kanaka Siding                          |
| Bahnhof (Strecke außer Betrieb) | 91,0              | Rum Jungle                             | Rum Jungle                             |
| Bahnhof (Strecke außer Betrieb) | 97,0              | Batchelor                              | Batchelor                              |
| Dienststation / Betriebs- oder Güterbahnhof (Strecke außer Betrieb) | 101,0             | Simms Siding                           | Simms Siding                           |
| Dienststation / Betriebs- oder Güterbahnhof (Strecke außer Betrieb) | 107,0             | Millar Ballast pit                     | Millar Ballast pit                     |
| Bahnhof (Strecke außer Betrieb) | 111,0             | Stapleton auch: Stapleton Creek        | Stapleton auch: Stapleton Creek        |
| Dienststation / Betriebs- oder Güterbahnhof (Strecke außer Betrieb) | 122,0             | Snake Creek                            | Snake Creek                            |
| Dienststation / Betriebs- oder Güterbahnhof (Strecke außer Betrieb) | 124,0             | Adelaide River North                   | Adelaide River North                   |
| Brücke über Wasserlauf (Strecke außer Betrieb) | 123,5             | Adelaide River                         | Adelaide River                         |
| Bahnhof (Strecke außer Betrieb) | 124,0             | Adelaide River                         | Adelaide River                         |
| Dienststation / Betriebs- oder Güterbahnhof (Strecke außer Betrieb) | 138,0             | Goodilla                               | Goodilla                               |
| Dienststation / Betriebs- oder Güterbahnhof (Strecke außer Betrieb) | 140,0             | 88 Mile                                | 88 Mile                                |
| Dienststation / Betriebs- oder Güterbahnhof (Strecke außer Betrieb) | 161,0             | Howley                                 | Howley                                 |
| Dienststation / Betriebs- oder Güterbahnhof (Strecke außer Betrieb) | 173,0             | Brock’s Creek                          | Brock’s Creek                          |
| Dienststation / Betriebs- oder Güterbahnhof (Strecke außer Betrieb) | 174,0             | Fountain Head                          | Fountain Head                          |
| Dienststation / Betriebs- oder Güterbahnhof (Strecke außer Betrieb) | 179,0             | 112 Mile                               | 112 Mile                               |
| Dienststation / Betriebs- oder Güterbahnhof (Strecke außer Betrieb) | 182,0             | Grove Hill                             | Grove Hill                             |
| Dienststation / Betriebs- oder Güterbahnhof (Strecke außer Betrieb) | 199,0             | Burrundie                              | Burrundie                              |
| Dienststation / Betriebs- oder Güterbahnhof (Strecke außer Betrieb) | 211,0             | Boomleera                              | Boomleera                              |
| Dienststation / Betriebs- oder Güterbahnhof (Strecke außer Betrieb) | 216,0             | Roney                                  | Roney                                  |
| Verschwenkung von links (Strecke außer Betrieb) · Verschwenkung von rechts (Strecke außer Betrieb) |                   |                                        |                                        |
| Strecke (außer Betrieb) · Kopfbahnhof Streckenende (Strecke außer Betrieb) | 232,0             | Frances Creek auch: Francis Creek      | Frances Creek auch: Francis Creek      |
| Verschwenkung nach links (Strecke außer Betrieb) |                   |                                        |                                        |
| Dienststation / Betriebs- oder Güterbahnhof (Strecke außer Betrieb) | 216,5             | Lady Alice Camp                        | Lady Alice Camp                        |
| Dienststation / Betriebs- oder Güterbahnhof (Strecke außer Betrieb) | 223,0             | Union Reefs                            | Union Reefs                            |
| Bahnhof (Strecke außer Betrieb) | 235,0             | Pine Creek                             | Pine Creek                             |
| Dienststation / Betriebs- oder Güterbahnhof (Strecke außer Betrieb) | 258,0             | Cullen River                           | Cullen River                           |
| Dienststation / Betriebs- oder Güterbahnhof (Strecke außer Betrieb) | 267,0             | Fergusson River                        | Fergusson River                        |
| Dienststation / Betriebs- oder Güterbahnhof (Strecke außer Betrieb) | 272,0             | Horseshoe                              | Horseshoe                              |
| Dienststation / Betriebs- oder Güterbahnhof (Strecke außer Betrieb) | 282,0             | Edith River                            | Edith River                            |
| Dienststation / Betriebs- oder Güterbahnhof (Strecke außer Betrieb) | 295,0             | Helling Siding                         | Helling Siding                         |
| Dienststation / Betriebs- oder Güterbahnhof (Strecke außer Betrieb) | 320,0             | Emungalan                              | Emungalan                              |
| Verschwenkung von links (Strecke außer Betrieb) · Verschwenkung von rechts (Strecke außer Betrieb) |                   |                                        |                                        |
| Strecke (außer Betrieb) · Kopfbahnhof Streckenende (Strecke außer Betrieb) | 321,0             | Evacuated Workshop                     | Evacuated Workshop                     |
| Verschwenkung nach links (Strecke außer Betrieb) |                   |                                        |                                        |
| Brücke über Wasserlauf (Strecke außer Betrieb) | 321,0             | Katherine River                        | Katherine River                        |
| Bahnhof (Strecke außer Betrieb) | 321,5             | Katherine                              | Katherine                              |
| Dienststation / Betriebs- oder Güterbahnhof (Strecke außer Betrieb) | 323,0             | Construction Siding                    | Construction Siding                    |
| Dienststation / Betriebs- oder Güterbahnhof (Strecke außer Betrieb) | 332,8             | Tindal                                 | Tindal                                 |
| Dienststation / Betriebs- oder Güterbahnhof (Strecke außer Betrieb) | 344,0             | Blain                                  | Blain                                  |
| Dienststation / Betriebs- oder Güterbahnhof (Strecke außer Betrieb) | 371,0             | Maranboy                               | Maranboy                               |
| Dienststation / Betriebs- oder Güterbahnhof (Strecke außer Betrieb) | 397,0             | Collings                               | Collings                               |
| Bahnhof (Strecke außer Betrieb) | 426,0             | Mataranka                              | Mataranka                              |
| Dienststation / Betriebs- oder Güterbahnhof (Strecke außer Betrieb) | 452,0             | Elsey                                  | Elsey                                  |
| Dienststation / Betriebs- oder Güterbahnhof (Strecke außer Betrieb) | 476,0             | Hobler                                 | Hobler                                 |
| Dienststation / Betriebs- oder Güterbahnhof (Strecke außer Betrieb) | 488,0             | Gorrie                                 | Gorrie                                 |
| Bahnhof (Strecke außer Betrieb) | 501,0             | Larrimah                               | Larrimah                               |
| Dienststation / Betriebs- oder Güterbahnhof (Strecke außer Betrieb) | 502,0             | Petrol Siding                          | Petrol Siding                          |
| Kopfbahnhof Streckenende (Strecke außer Betrieb) | 509,0             | Birdum                                 | Birdum                                 |

Die Nordaustralische Eisenbahn (North Australia Railway [NAR]), bis 1911 Palmerston and Pine Creek Railway (P&PC Rly.) und zwischen 1911 und 1926 Northern Territory Railway (NTR) war eine Bahnverbindung, die – ausgehend von Darwin – in aufeinander folgenden Schritten nach Süden vorangetrieben wurde und schließlich Birdum erreichte. Sie verkehrte von 1887 bis 1976.

## Bau der Strecke

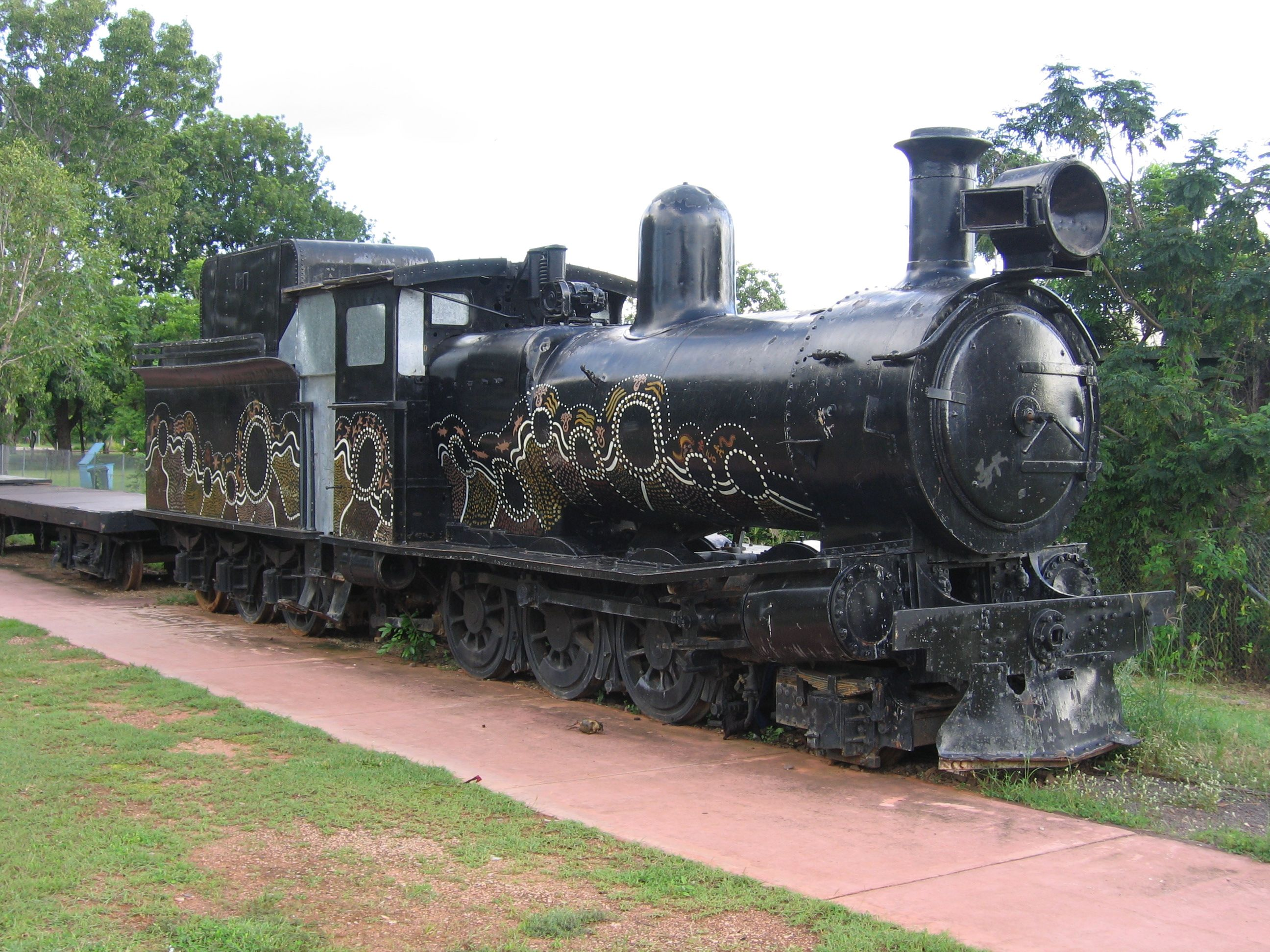
Denkmal-Lokomotive in Katherine

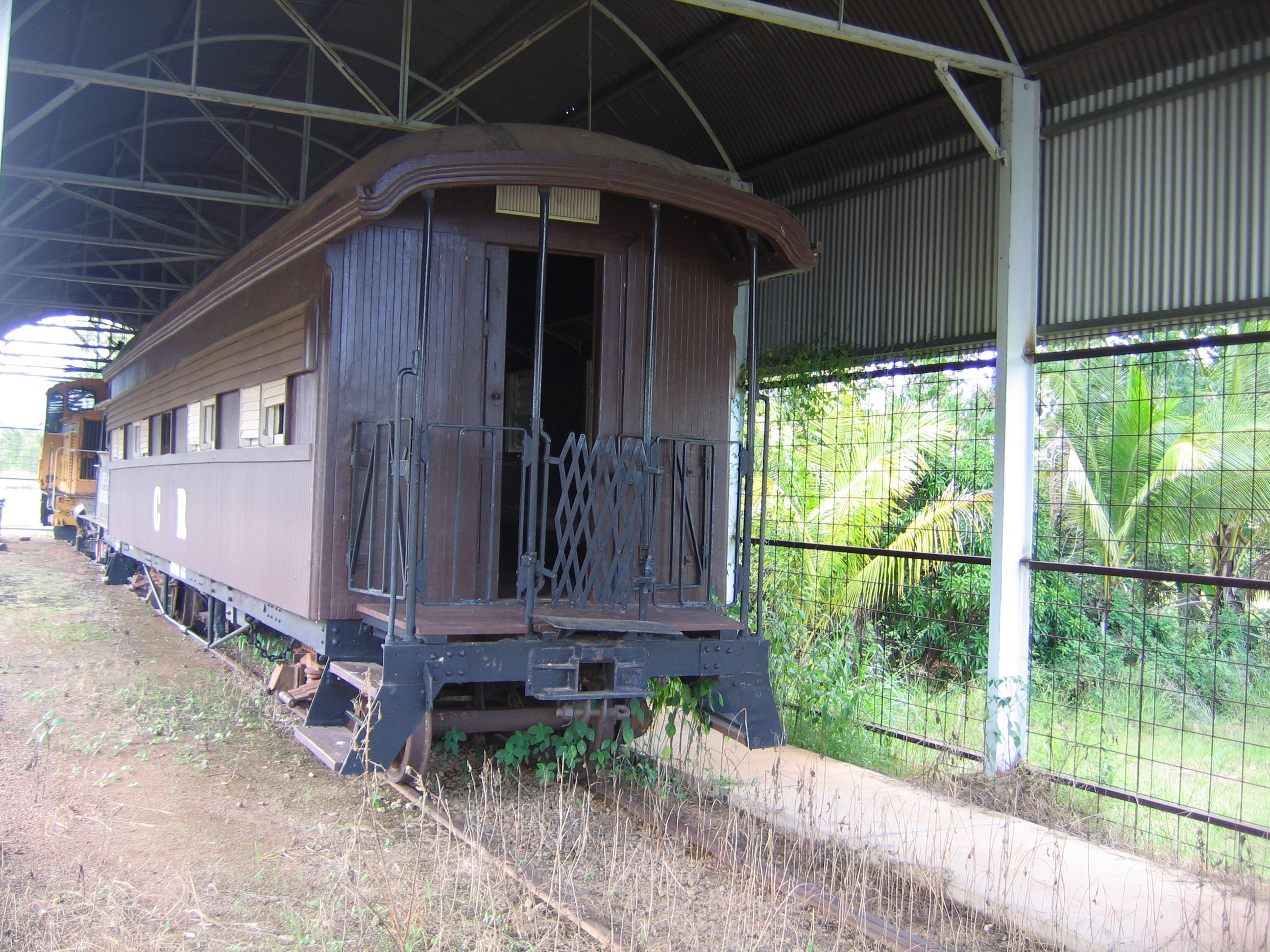
Museum Pine Creek

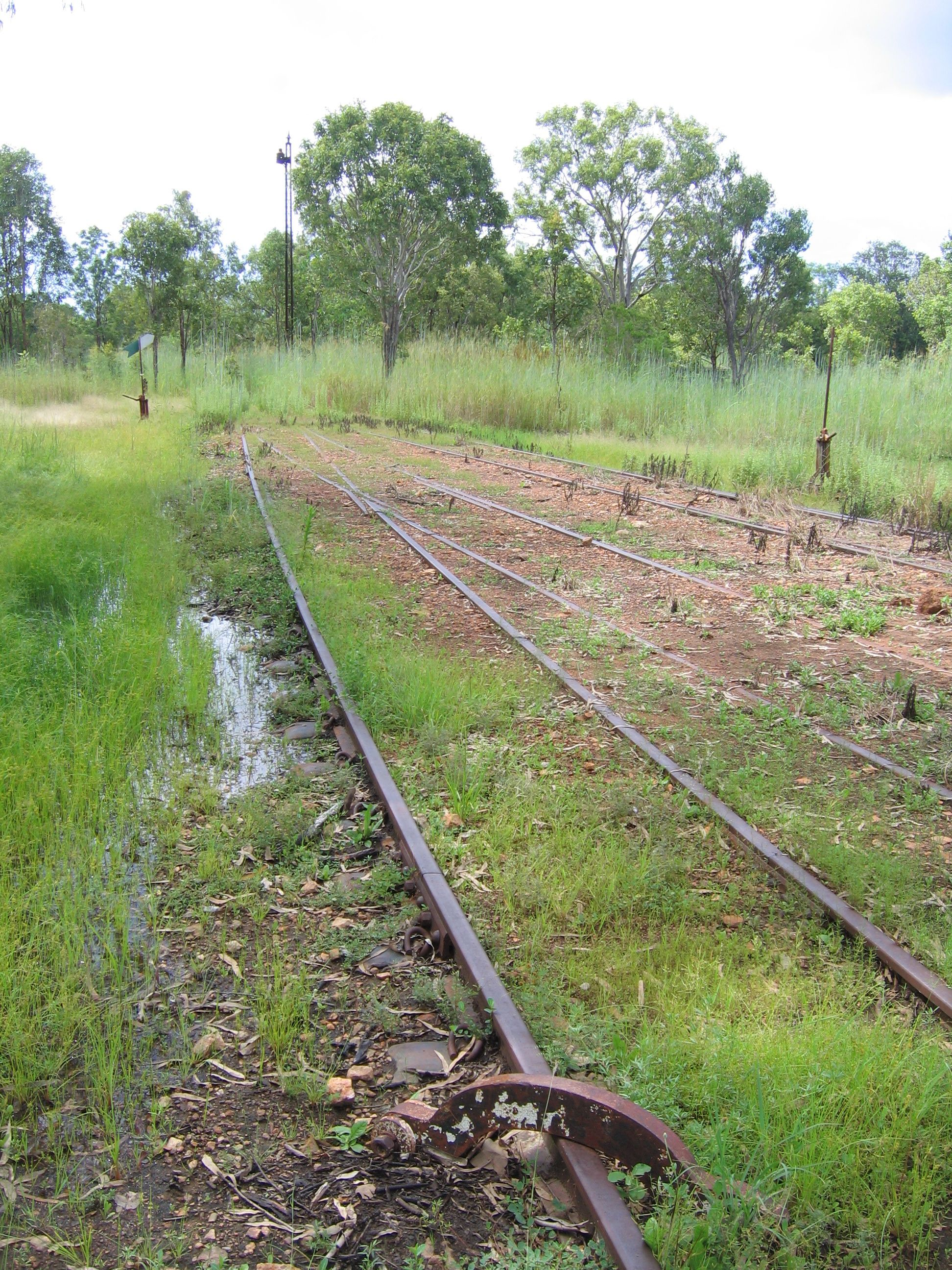
Nordkopf des Bahnhofs Pine Creek

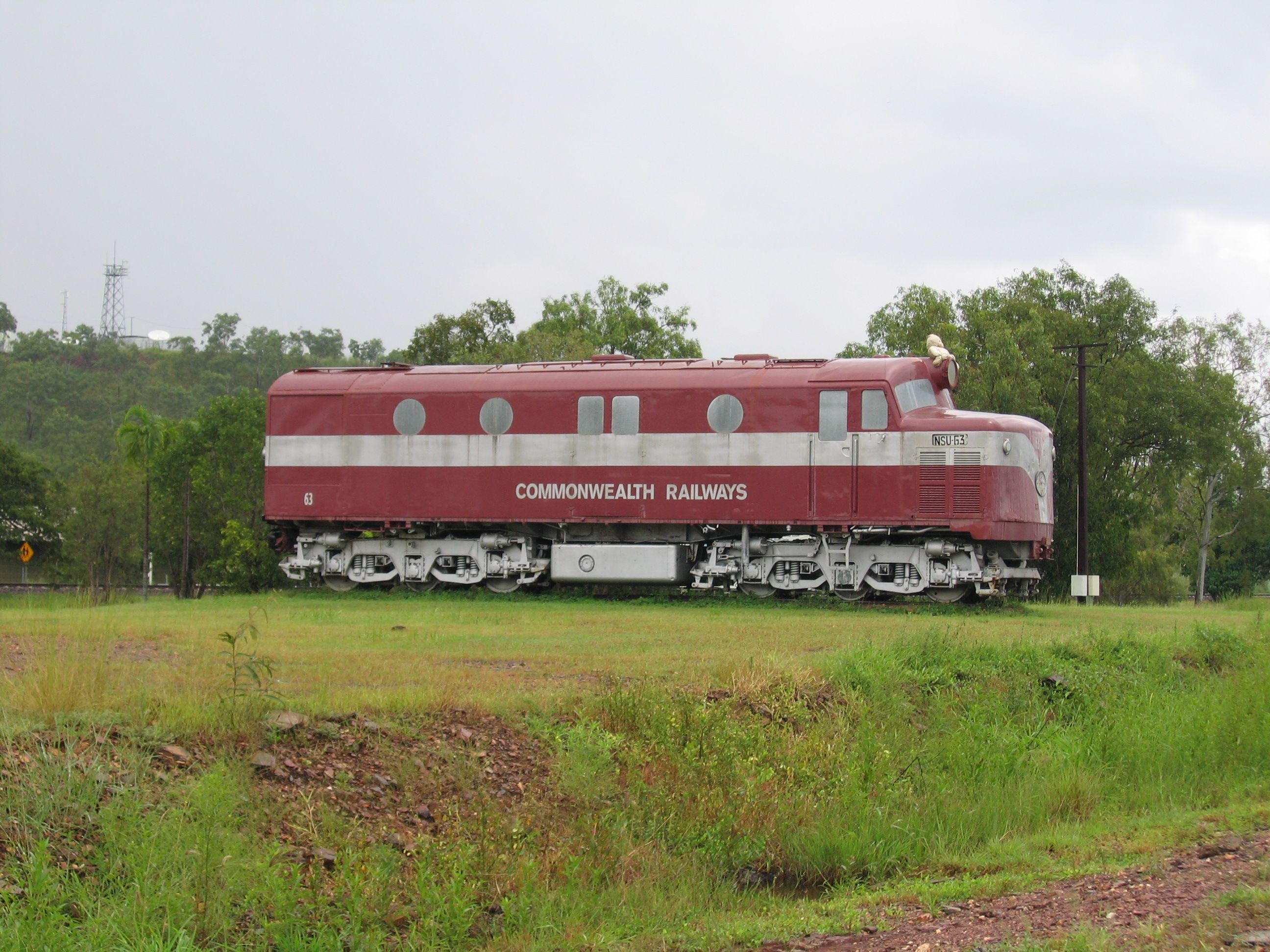
Diesellokomotive der Commonwealth Railways, Museum Adelaide River

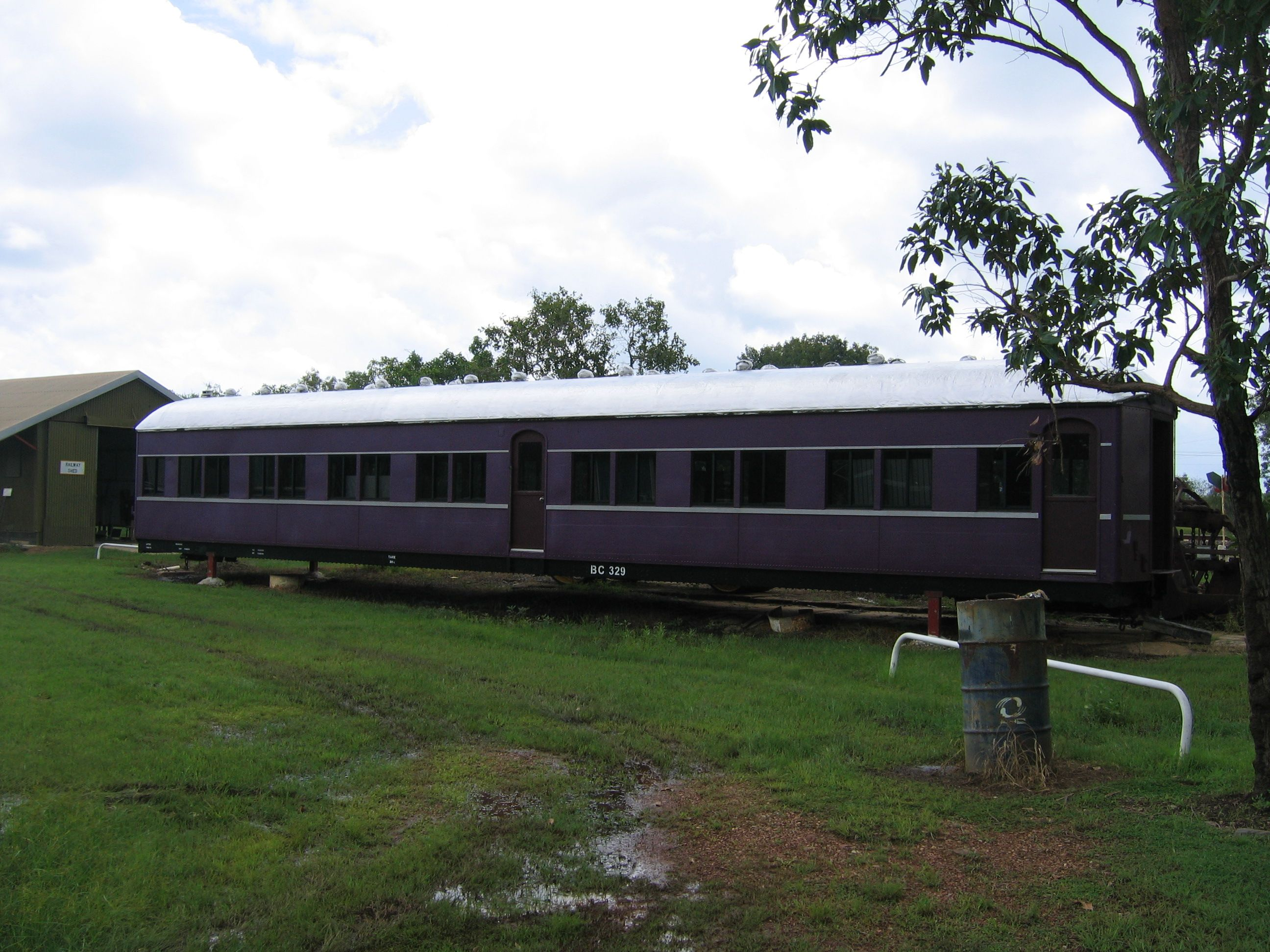
Wagen im Museum von Adelaide River

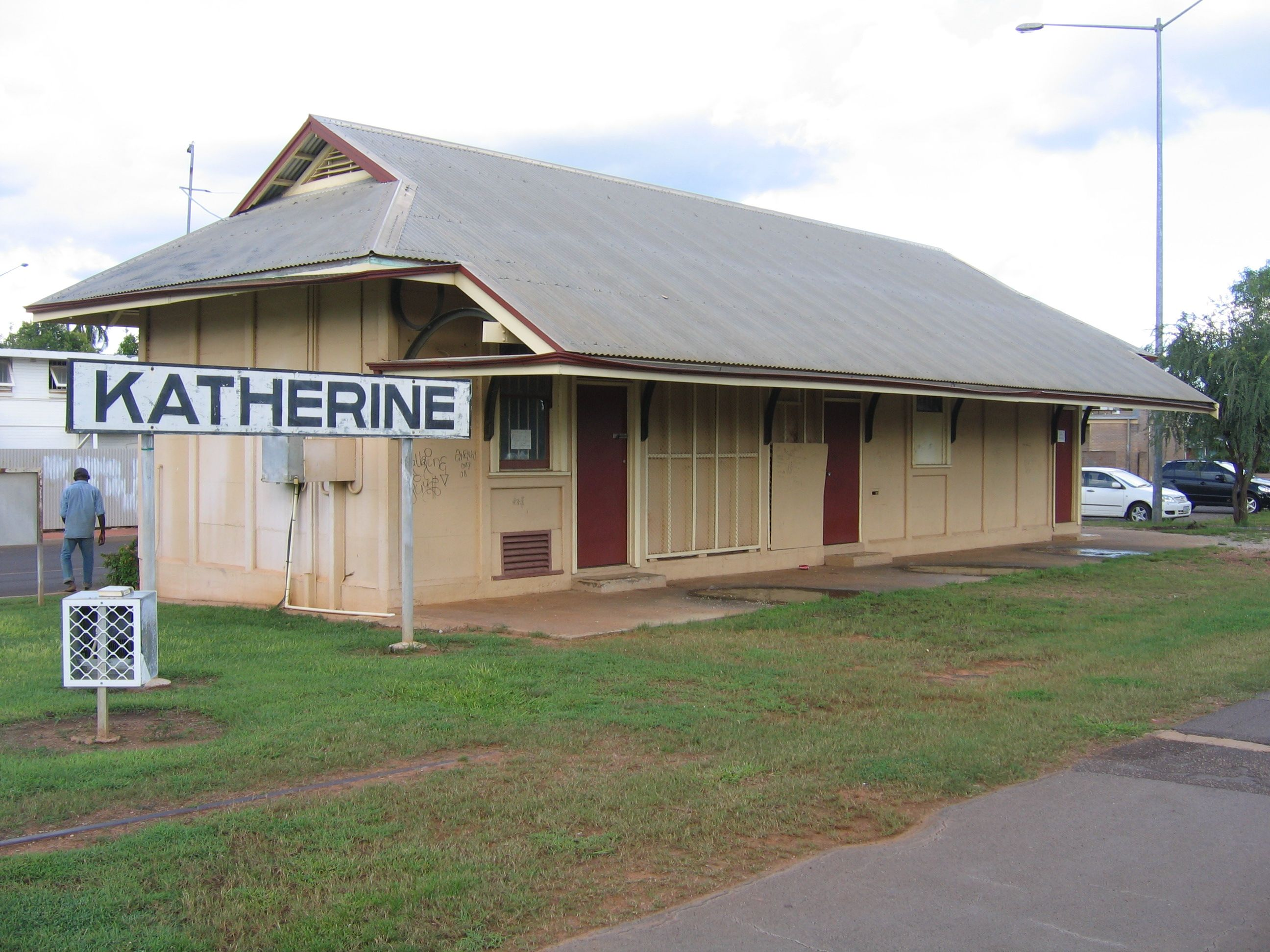
Alter Bahnhof Katherine

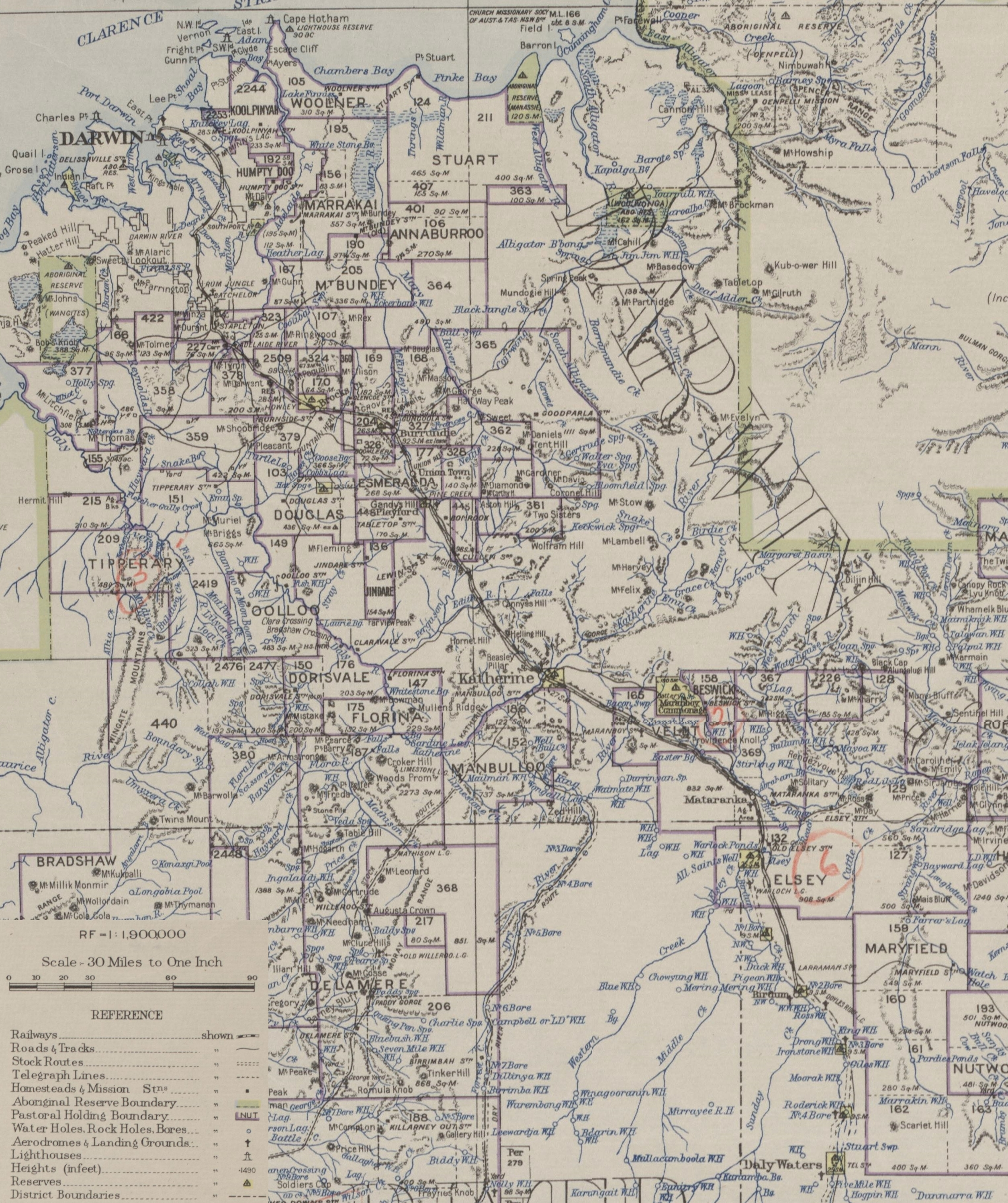
Übersichtskarte der Nordaustralischen Eisenbahn, Stand 1936

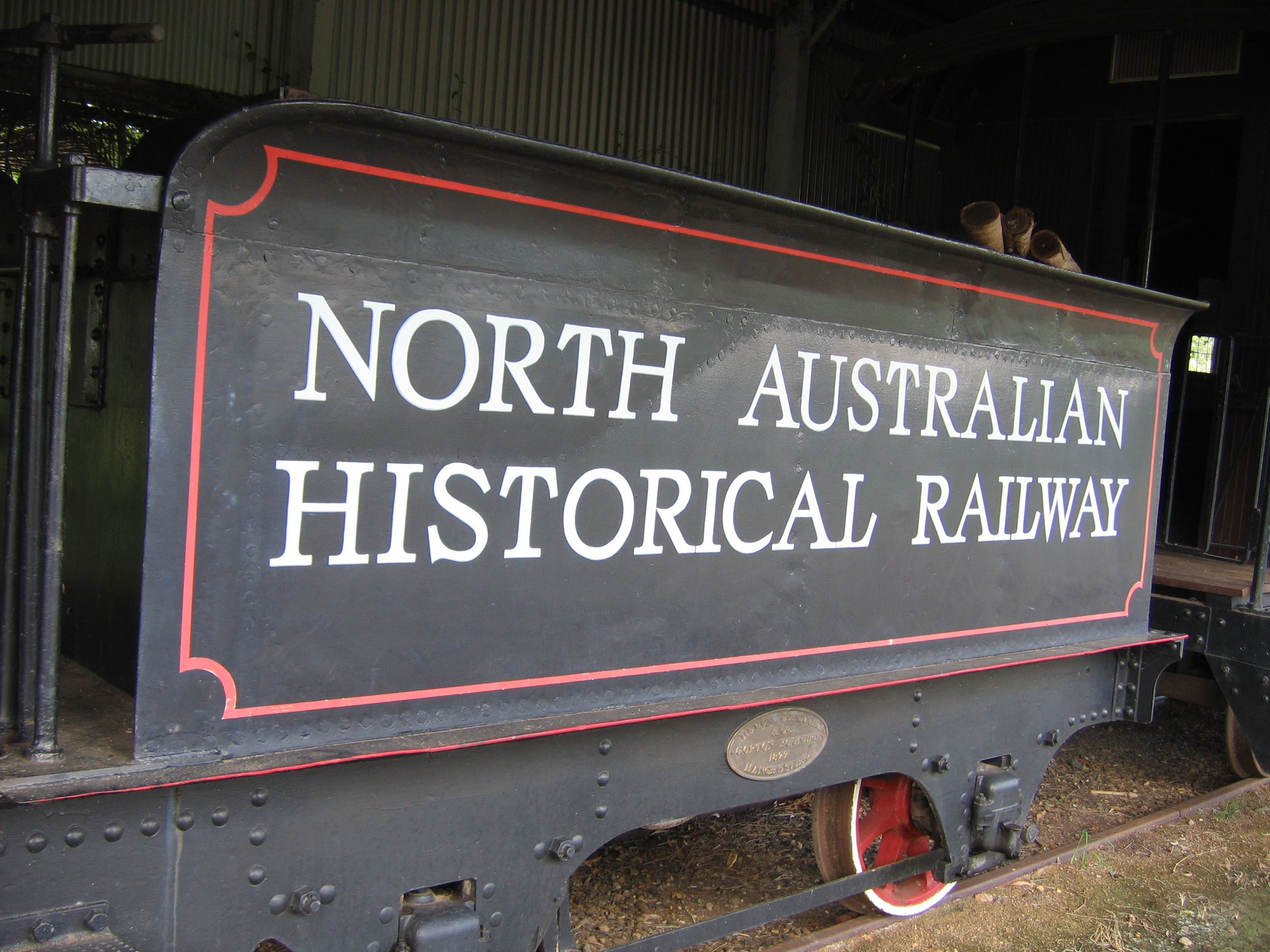
Pine Creek Museum

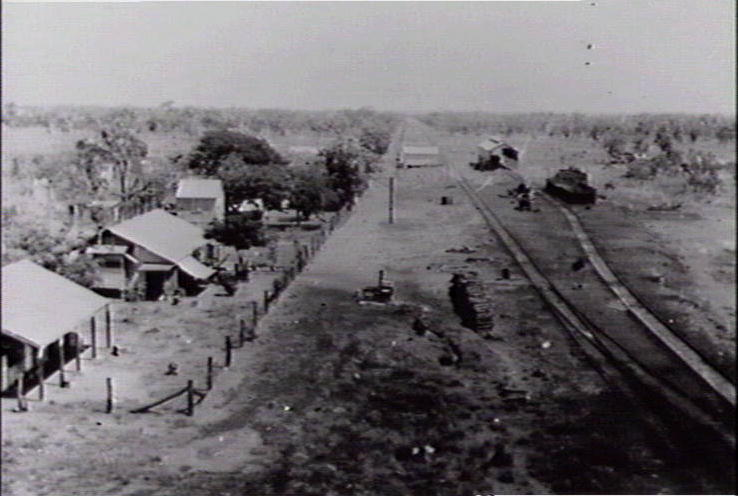
Bahnhofsgelände Birdum, Blick vom Wassertank nach Norden, 1940er Jahre

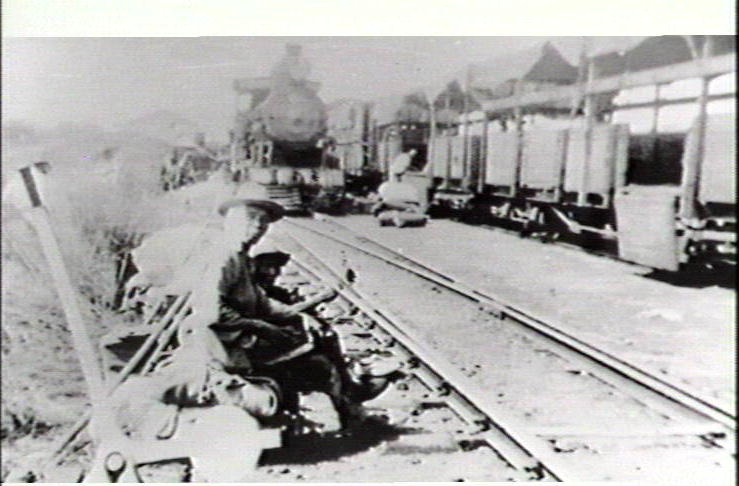
Flüchtlinge aus Pine Creek warten im Bahnhof von Birdum auf den Weitertransport nach Süden, März 1942

1883 begann der Bau der Strecke in Kapspur. Auftraggeber war die Südaustralische Eisenbahn. Das Gebiet des heutigen Northern Territory gehörte damals zu Südaustralien. Auftragnehmer war die Firma Charles und Edwin Millar aus Melbourne. Die Arbeiten wurden unter anderem von nahezu 3000 „Kulis“ aus China und Indien durchgeführt. Am 1. Juni 1888 konnte der Abschnitt bis Adelaide River, einer Relais-Station der Transaustralischen Telegrafenleitung, eröffnet werden, nachdem der gleichnamige Fluss mit einer großen Stahlbrücke überspannt worden war, vier Monate später die gesamte Strecke bis Pine Creek.
Fernziel war damals nicht nur, das Hinterland von Darwin zu erschließen, sondern auch eine Zentralaustralische Eisenbahn mit einem Anschluss an das südaustralische Eisenbahnnetz zu schaffen. Als das Northern Territory 1908 in die Zuständigkeit des Australischen Bundes überging, wurde dieser ab 1911 auch Eigentümer der Bahn. Sie unterstand nun der Verwaltung des Northern Territory und wurde in Northern Territory Railway umbenannt. Sowohl im südaustralischen Northern Territory Surrender Act von 1908 als auch im Northern Territory Acceptance Act von 1910 wurde der Bau der Strecke gesetzlich verankert. 1914 wurde mit dem Weiterbau begonnen, 1917 wurde die Strecke bis zum provisorischen Bahnhof Emungalan am Nordufer des Katherine Rivers fertiggestellt, während das Stadtzentrum von Katherine am Südufer liegt. 1918 kam die Bahn in die Zuständigkeit der Commonwealth Railways. Mit dem 1923 erlassenen Northern Territory Railway Extension Act wurde der Weiterbau bis Daly Waters beschlossen. Die Brücke über den Kathrine River wurde erst 1926 errichtet. Seit 1926 hieß die Bahn North Australia Railway (NAR). Es folgten zwei weitere Bauabschnitte: 1928 wurde Mataranka erreicht, 1929 Birdum. Dort blieb das Projekt – wie sich herausstellte: endgültig – stecken, Daly Waters wurde nie erreicht. Der Lückenschluss nach Südaustralien gelang dieser Schmalspurbahn nie.
Das lag zum einen an dem relativ geringen wirtschaftlichen Aufkommen des Gebietes, der geringen Bevölkerungszahl und den dazu verhältnismäßig weiten Entfernungen, die zu überbrücken waren. Zum anderen lag es an der Weltwirtschaftskrise und fehlenden finanziellen Mitteln. Während der Versuch einer Nord-Süd-Querung des Kontinents mit einer Eisenbahn für die Südstrecke, die Great Northern Railway, immerhin bis in eine Ortschaft, Alice Springs, führte, endete die Nordstrecke in Birdum im Niemandsland zwischen Mataranka und Daly Waters. Vorschläge, die Strecke stattdessen nach Camooweal weiterzubauen, wurden von der Regierung – ebenfalls mit Verweis auf die Kassenlage – abgelehnt.

## Betrieb

### Bis zum Zweiten Weltkrieg
Der Betrieb der Palmerston & Pine Creek Railway sah zunächst ein tägliches Zugpaar vor. Dies wurde später zeitweise auf drei Zugpaare pro Woche zurückgenommen. Bei der Fahrt jeder Richtung wurde in Adelaide River eine Pause eingelegt, um den Fahrgästen Gelegenheit zu geben, in der dortigen Bahnhofsgastronomie das Lunch einzunehmen. Jeannie Gunn beschreibt im zweiten Kapitel ihres Werkes We of the Never Never eine Fahrt mit der Bahn im Jahr 1902: In einem GmP, als dessen letzter Wagen der einzige Reisezugwagen des Zuges hängt, dauert die Fahrt von Darwin nach Pine Creek einen ganzen Tag. Zu der Fahrt bemerkt sie: […] extracting a maximum of pleasure from a minimum rate of speed […] (das größtmögliche Vergnügen aus der geringstmöglichen Geschwindigkeit ziehen).

### Zweiter Weltkrieg
Während des Zweiten Weltkriegs war die Bahn von einiger strategischer Bedeutung, da sie das Hauptverkehrsmittel im Hinterland von Darwin war, das zusammen mit benachbarten militärischen Zielen von Japan angegriffen wurde. Entlang der Bahn entstanden, da eine Invasion der Japaner zu befürchten war, zahlreiche militärische Versorgungs- und Nachschubeinrichtungen, sowie Lazarette. Die Zugfrequenz vervielfachte sich auf bis zu 147 Züge die Woche in Spitzenzeiten. Die Australische Armee übernahm die Kontrolle über den Betrieb auf der Bahnstrecke und begann sie so auszubauen, dass sie der exorbitant gestiegenen Belastung gerecht wurde.

### Nachkriegszeit
Nach dem Zweiten Weltkrieg zeigte sich, dass die Lage des Endbahnhofs Birdum logistisch nicht tragbar war. Birdum lag westlich des Birdum Creek. Sowohl der Stuart Highway als auch die Telegraphenleitung verliefen aber am Ostufer des Flusses. Dessen Querung mittels einer Furt stellte, vor allem während der Regenzeit, ein Problem dar, das als Provisorium tolerierbar war, bei erhöhtem Verkehrsaufkommen sowie gestiegenen Anforderungen an die Zuverlässigkeit aber nicht mehr tragbar war. Als wesentlich günstiger bot sich eine Stelle acht Kilometer nördlich von Birdum an: Hier berührte die Bahnstrecke nochmals den Stuart Highway und die Telegraphenleitung, bevor sie zwei Kilometer südlich über eine Brücke auf die Westseite des Flusses wechselte. An dieser Stelle entstand zunächst eine militärische Ladestraße. Der neue Umschlagpunkt erhielt den Namen Larrimah, was in der mittlerweile ausgestorbenen Sprache des Ureinwohnervolkes der Yangman Treffpunkt bedeutet. In der Folgezeit verlagerten sich alle Funktionen des Verkehrsumschlagplatzes sukzessive von Birdum nach Larrimah, ebenso die Wohnquartiere und die betriebstechnischen Einrichtungen der Eisenbahn. Larrimah wurde so faktisch – wenn auch nicht offiziell – neuer Endpunkt der Bahn. Lediglich für den Wasserbedarf der Dampflokomotiven wurde Birdum noch angefahren. Nachdem diese Mitte der 1950er Jahre durch Sulzer-Diesellokomotiven ersetzt wurde, entfiel auch dieses. Der letzte Zug nach Birdum verkehrte 1956. Offiziell stillgelegt wurde das Teilstück aber nicht.
Der Bahn erwuchs mit zunehmender Motorisierung und dem Ausbau des parallelen Stuart Highway starke Konkurrenz. Der im März 1945 vorgelegten und nach dem ehemaligen Direktor der Eisenbahnen von Victoria, Harold Winthrop Clapp, benannte Clapp-Report schlug eine Verlängerung der Strecke nach Dajarra in Queensland vor. Dies, ebenso wie ein 1946 zwischen der australischen Bundesregierung sowie den Bundesstaaten New South Wales, Südaustralien und Victoria unterzeichneter Vertrag über einen Weiterbau der Strecke zwischen Alice Springs und Birdum, wurden nicht ausgeführt. Beide Projekte sahen darüber hinaus einen Umbau der Nordaustralischen Eisenbahn auf Normalspur vor.
Seit 1958 verkehrte der Personenzug nur noch einmal pro Woche. Allerdings hatte die Strecke noch erhebliche Bedeutung für die Abfuhr des Eisenerzes aus den Gruben bei Frances Creek (auch: Francis Creek). Als in den 1970er Jahren die Stahlpreise sanken, wurde der Bergbau und nach einem größeren Unfall der Bahn im Jahr 1976 auch deren Betrieb eingestellt. Offiziell stillgelegt wurde die Strecke 1986.

## Nachklang

### Neue Normalspurbahn
Die Zentralaustralische Eisenbahn konnte erst 2004 – nun in Normalspur – vollendet werden, 28 Jahre, nachdem der Betrieb der schmalspurigen Nordaustralischen Eisenbahn eingestellt worden war. Teilweise nutzt die neue Zentralaustralische Eisenbahn nördlich von Katherine die alte Trasse, an anderen Stellen folgt ihr eine Hochspannungsleitung. So ist die historische Trasse der Nordaustralischen Eisenbahn im Gelände oft deutlich zu erkennen.

### Museale Aktivitäten
Die Empfangsgebäude der Nordaustralischen Eisenbahn werden von der Zentralaustralischen Eisenbahn nicht mehr genutzt. Diejenigen in Adelaide River, Pine Creek und Katherine konnten erhalten und museal genutzt werden. Auch einige abgestellte Fahrzeuge der ehemaligen Nordaustralischen Eisenbahn sind dort jeweils ausgestellt.
Der 2001 gegründete Verein Friends of the North Australia Railway veranstaltet seit 2004 ein jährliches Treffen in Birdum, in dessen Rahmen versucht wird, die vorhandenen Reste der Bahnanlagen freizulegen und für die Nachwelt zu erhalten.
Die Aufnahme aller noch bestehenden Reste der Eisenbahnstrecke von Darwin nach Birdum in die Denkmalschutzliste wird seit 2006 geprüft.

### Weitere Quellen
Besuch der genannten Museen und Auswertung der dort gegebenen Informationen.

## Weitere Bilder

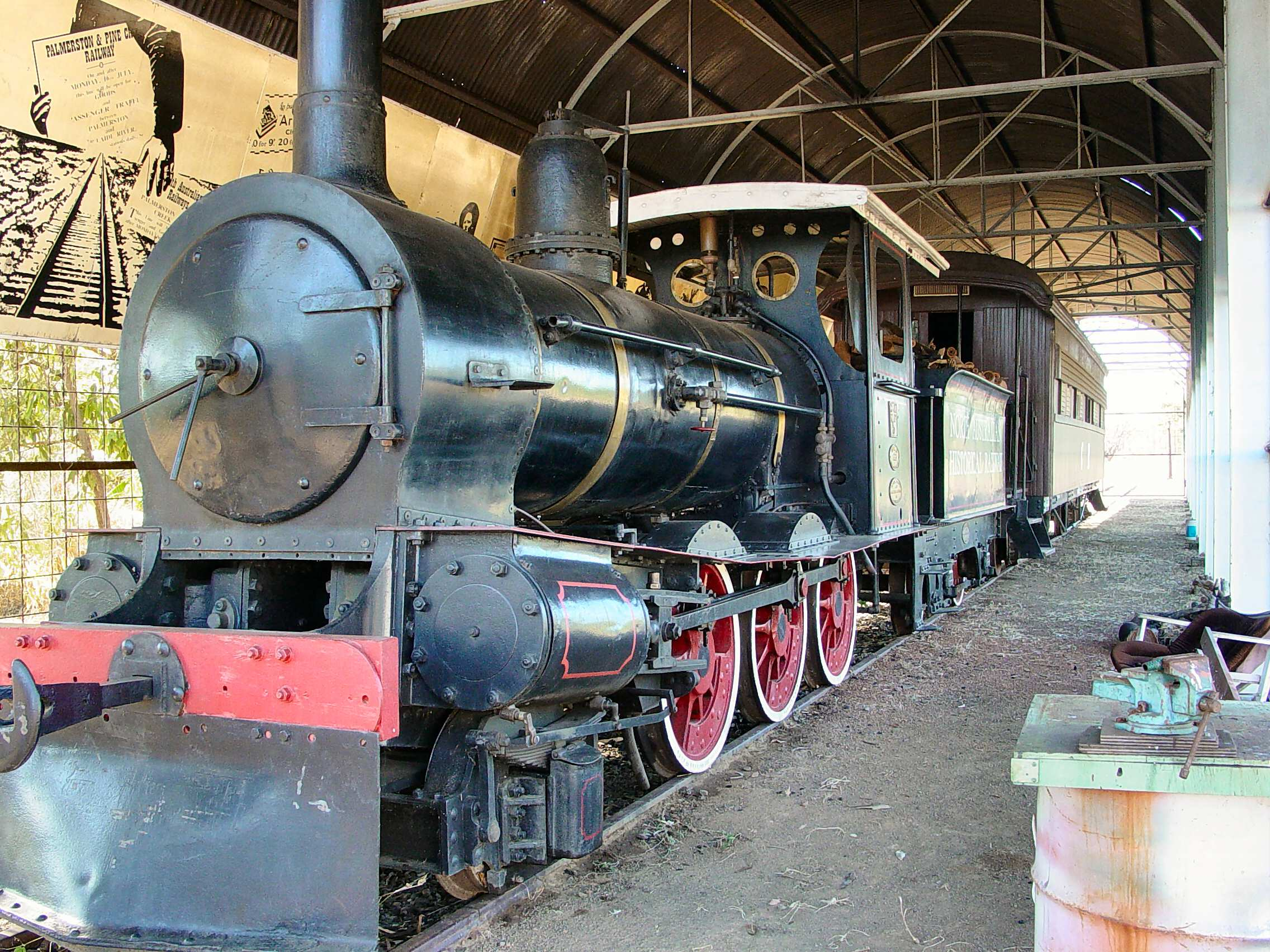
1-C-Lok von Beyer-Peacock
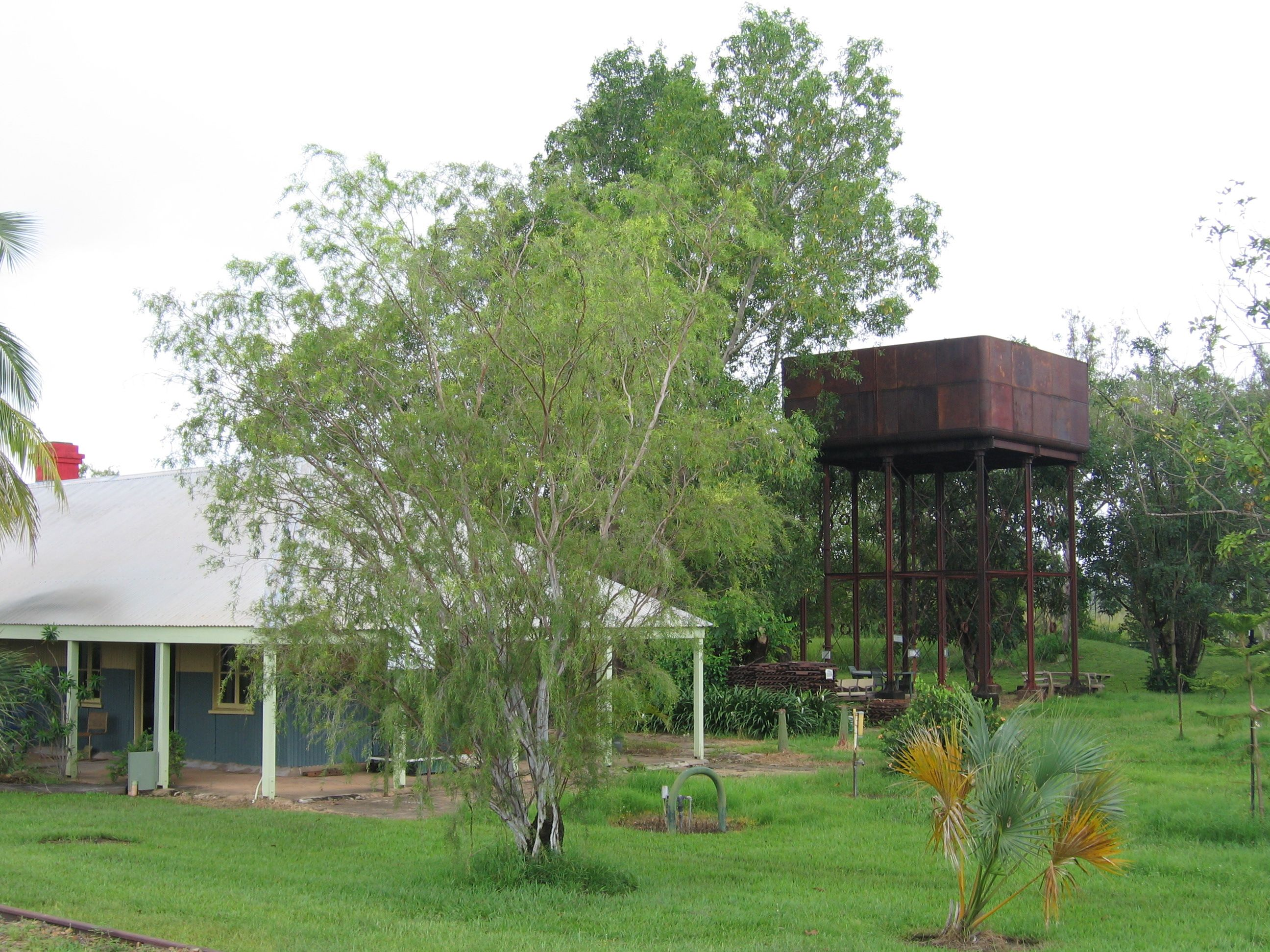
Bahnhof Adelaide River
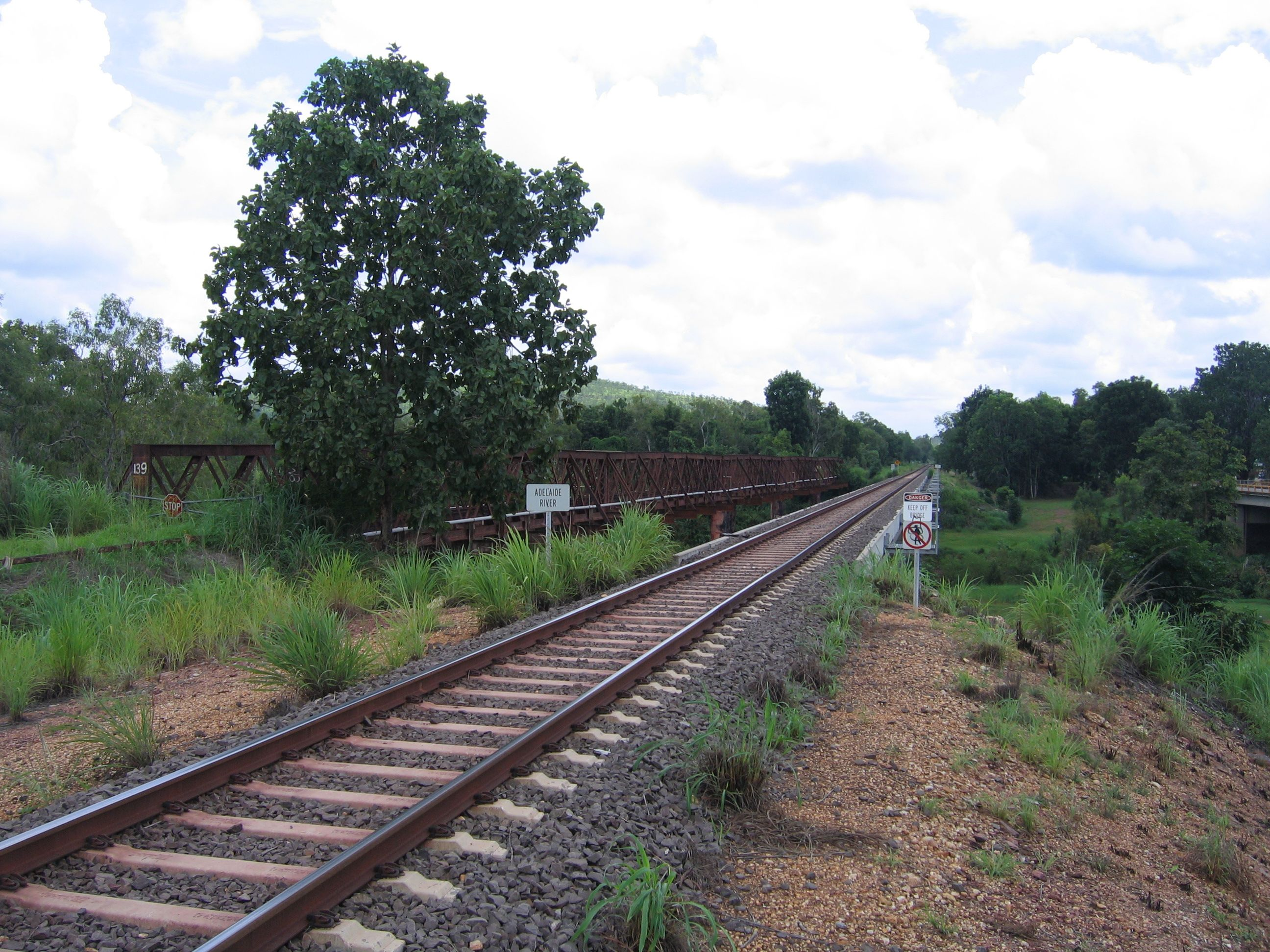
Adelaide River: Brücke über den gleichnamigen Fluss: Vorne die der Zentralaustralischen Eisenbahn, hinten die der Nordaustralischen Bahn
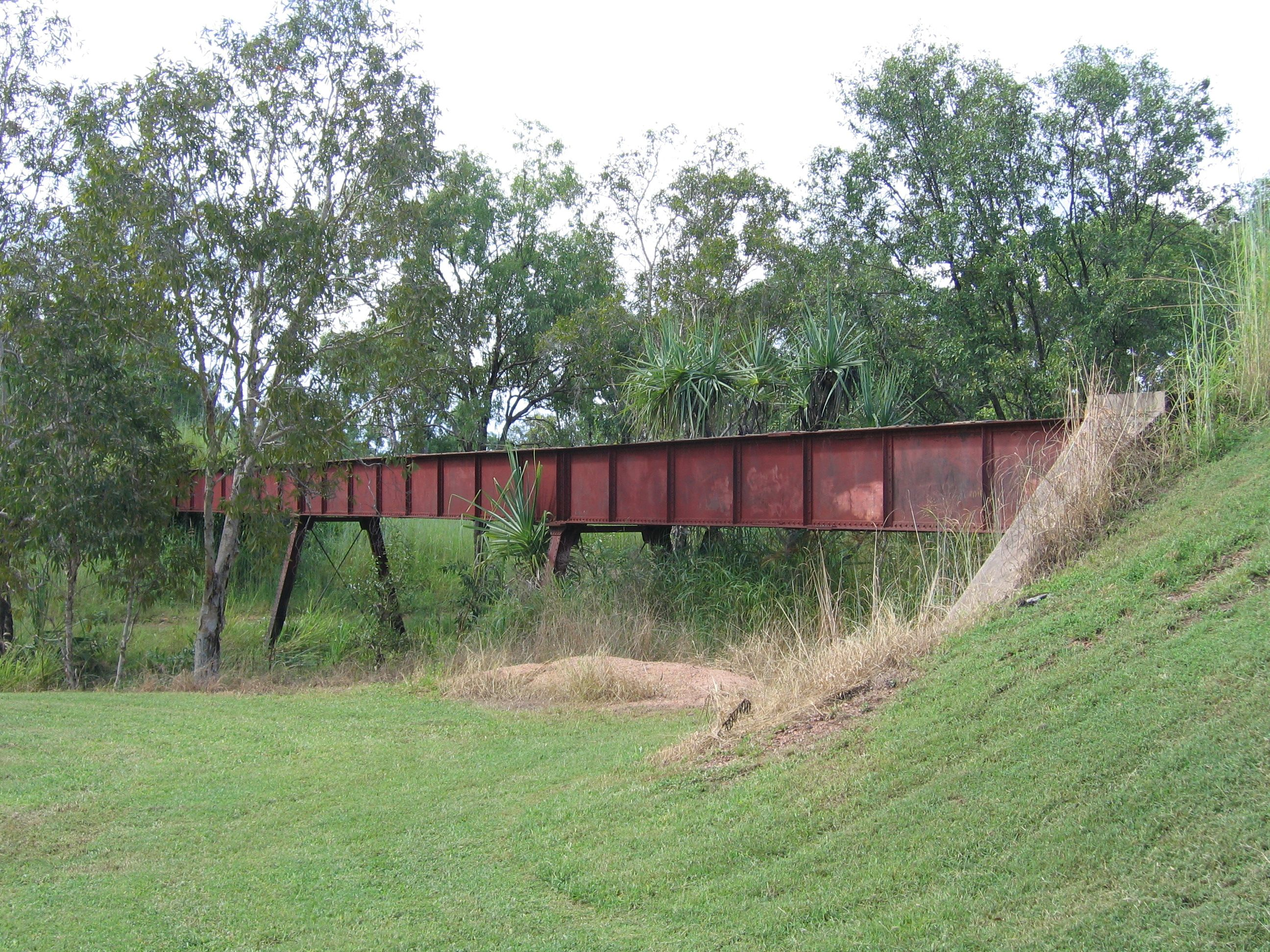
Eisenbahnbrücke Pine Creek
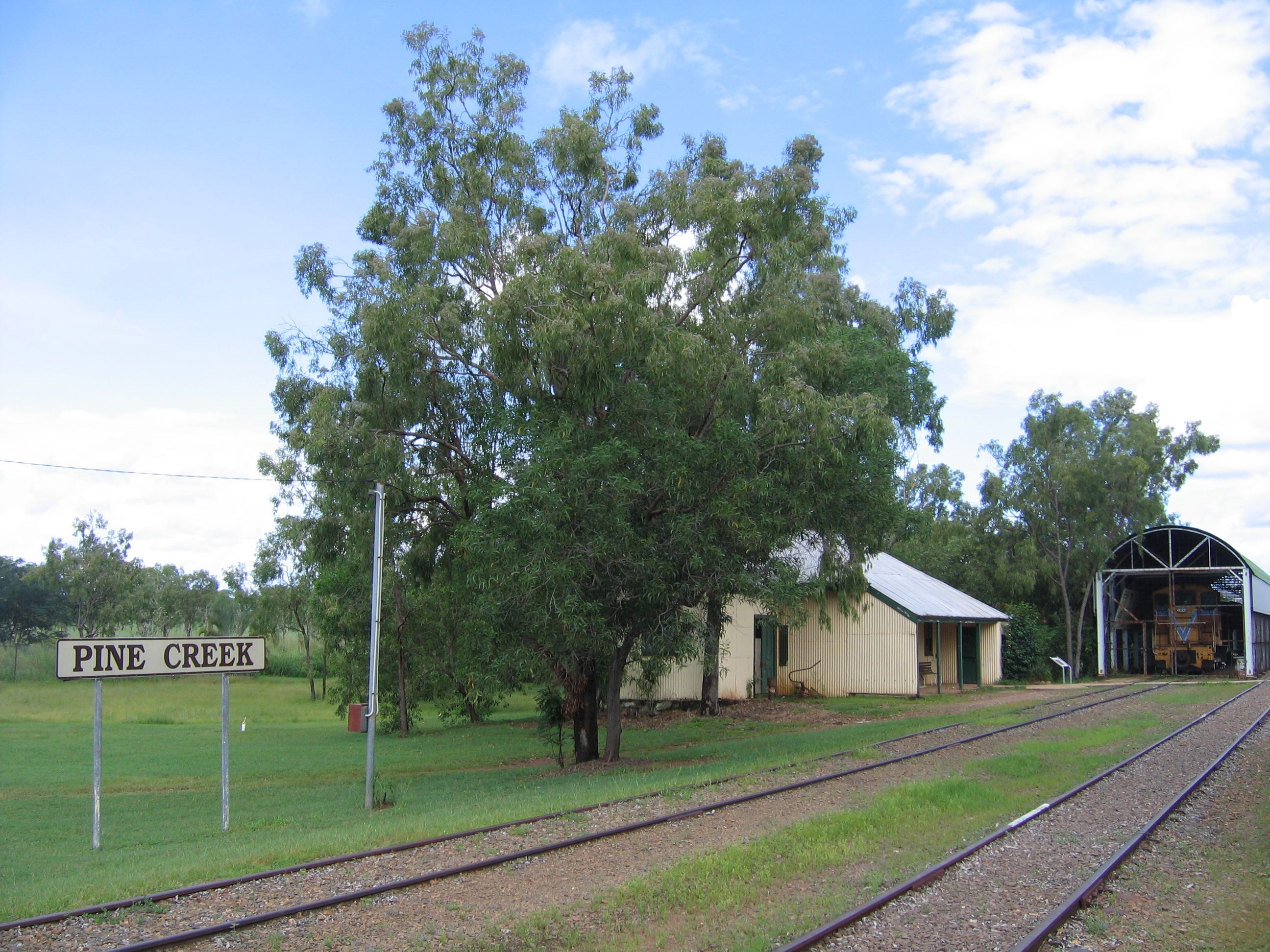
Bahnhof Pine Creek
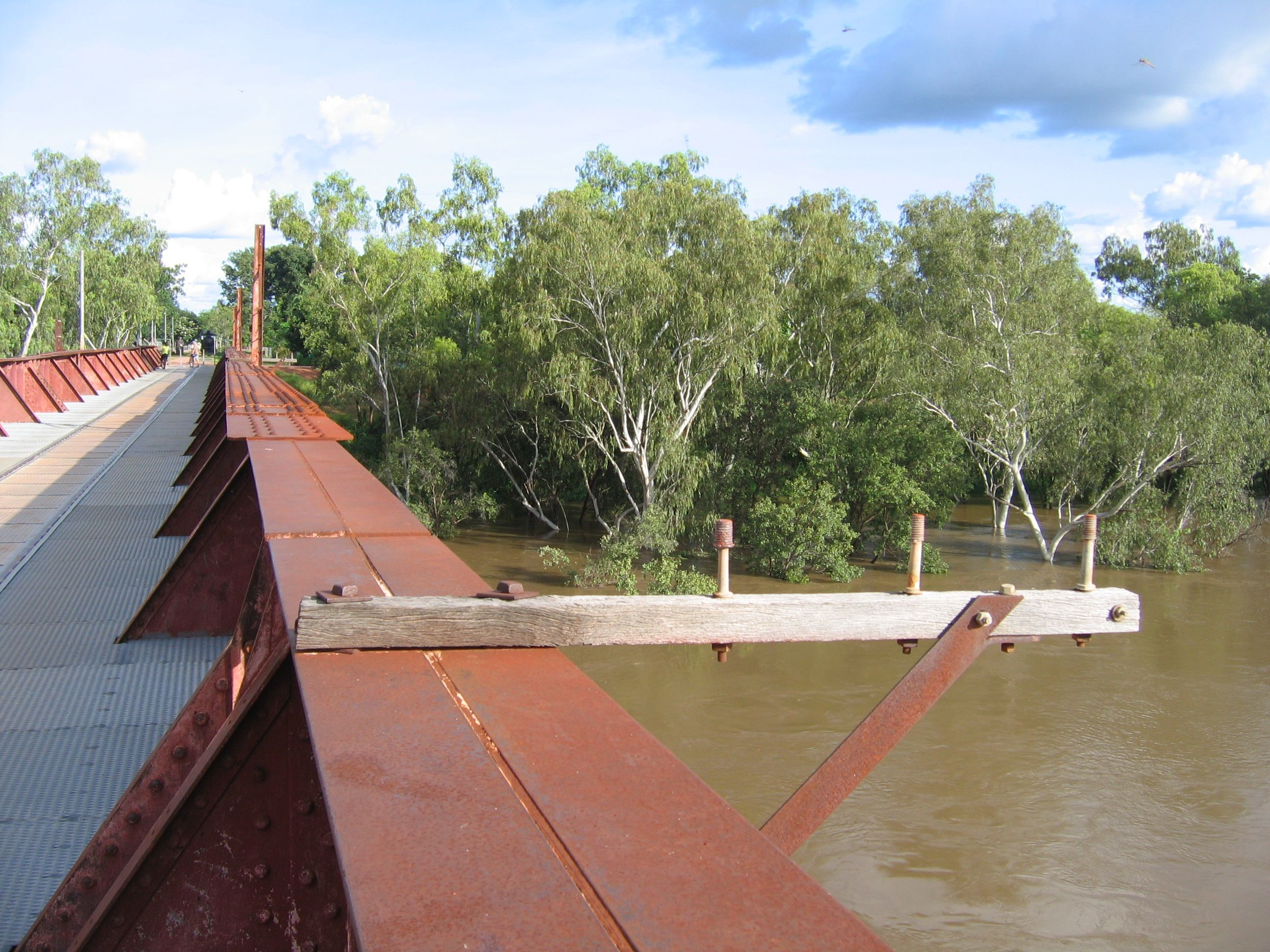
Ehemalige Eisenbahn-, heute Fußgängerbrücke in Katherine. Rechts: Halterung für Fernmeldeleitung.
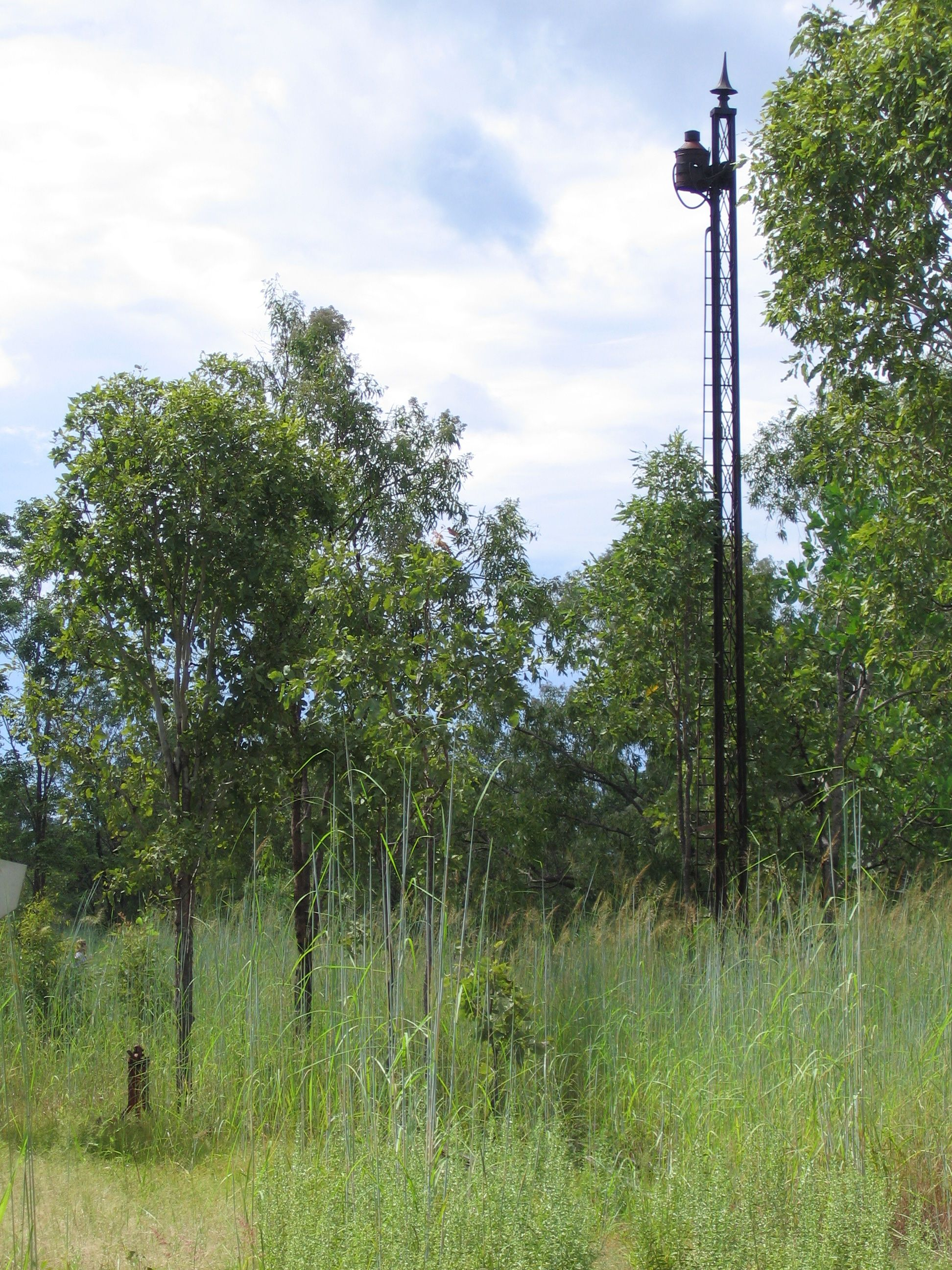
Rest des nördlichen Einfahrsignals in Pine Creek
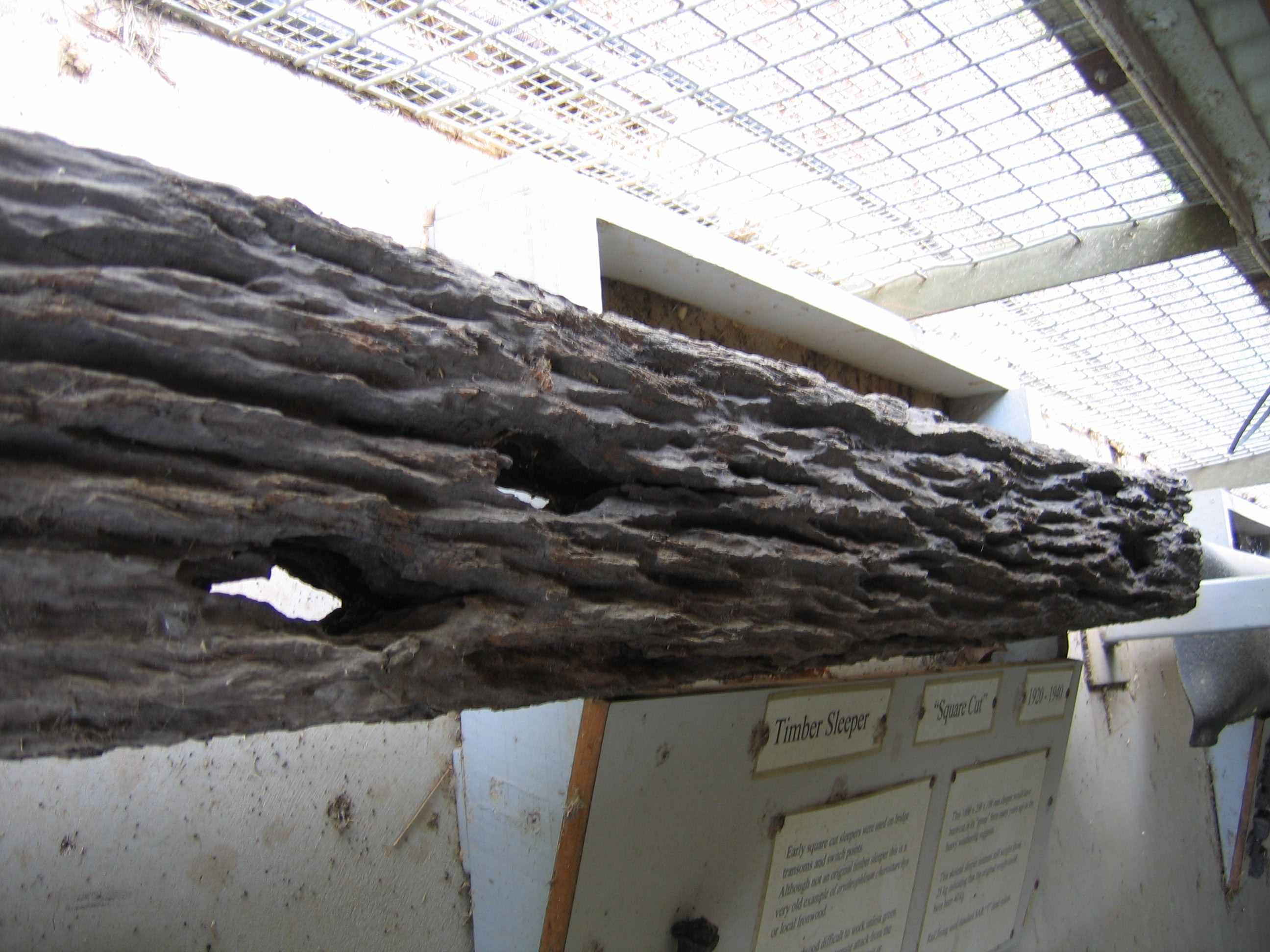
Schwelle mit Termitenfraß, Museum Adelaide River